# Kim Jongdzsu (politikus)
Kim Jongdzsu (hangul: 김영주, handzsa: 金英柱, RR: Kim Yong-ju; Phenjan, 1920. szeptember 21. – Phenjan, 2021. december 14.) észak-koreai politikus, Kim Ir Szen testvéröccse.

## Élete
Kim Jongdzsu Kim Hjongdzsik és Kang Banszok gyermekeként látta meg a napvilágot Phenjanban, Mangjongde (Man'gyŏngdae) megyében. 1945-ben végzett a Moszkvai Állami Egyetem közgazdasági szakán, ahol a filozófia iránt is mélyen érdeklődött. Kim Jongdzsu csatlakozott a Koreai Munkapárthoz. Gyors felemelkedése a párt körein keresztül történt.
Halálát az állami média 2021. december 15-én jelentette be.

## Pályafutása
1954-ben KMP Szervezeti és Irányítási Osztályának főosztályvezetője, 1957-ben igazgatóhelyettese, 1960-ban igazgatója.
1961-ben a párt 4. kongresszusán a KMP Központi Bizottságának tagjává nevezték ki. 1967-ben bátyjának javasolta a „Tíz alapelv az egyideológiai rendszer létrehozására” politikai programot, amely csak 1974-ben jelent meg. 1970-re, amikor a KMP Politbüro tagjává választották, valószínűsíthetővé vált, hogy Kim Jongdzsu Kim Ir Szen utódja lesz, és egy ideig Észak-Korea második emberének számított. 1972-ben a legfelsőbb Központi Népi Bizottságba és az Legfelsőbb Népi Gyűlés Prezídiumába is beválasztották. Az 1974 februári Központi Bizottság plénuma után Kim Dzsongil megkapta a tisztséget örökösen, Kim Jongdzsut pedig miniszterelnök-helyettessé fokozták le.
Kim Jongdzsu teljesen eltűnt a nyilvánosság elől 1993-ig, amikor Kim Ir Szen visszahívta Phenjanba, hogy az egyik alelnöki posztot töltse be, de csak reprezentációs céllal. Kim Jongdzsut 1998-ban a Legfelsőbb Népi Gyűlés Prezídiumának tiszteletbeli alelnökévé nevezték ki. 2012-ben megkapta a Kim Dzsongil-érdemrendet. A Legfelsőbb Népi Gyűlés Prezídiumának tiszteletbeli alelnöke volt 2021-ig.